# Ajat Fath Allah Chalifa
Ajat Fath Allah Chalifa (arab. آيات فتح الله خليفه) – egipska zapaśniczka walcząca w stylu wolnym. Brązowa medalistka mistrzostw Afryki w 1998 roku.